# São Mateus (tiểu vùng)
São Mateus là một tiểu vùng thuộc bang Espírito Santo, Brasil. Tiều vùng này có diện tích 4622 km², dân số năm 2007 là 157868 người.